# Golfo della Kolyma
Il golfo della Kolyma (in russo Колымский залив, Kolymskij zaliv?) si trova sulla costa siberiana della repubblica russa di Sacha-Jacuzia, nel mare della Siberia orientale tra capo Krestovskij (мыс Крестовский) e il delta del fiume Kolyma da cui prende il nome.

## Geografia
Il golfo, all'ingresso, ha un'ampiezza di 106 km e si inoltra nel continente per 45 km, le acque hanno una profondità di 4-9 m. Nel golfo, in corrispondenza del delta della Kolyma, si trovano diverse isole, le maggiori delle quali sono: Kamenka, GUSMP, Sucharnyj, Stolbik, Tabyševskij e Štormovoj (Каменка, ГУСМП, Сухарный, Столбик, Табышевский, Штормовой); mentre a nord del golfo si trova il gruppo delle isole Medvež'i. Nella parte occidentale del golfo sfocia con un ampio estuario il fiume Bol'šaja Čukoč'ja (река Большая Чукочья), nella parte orientale due piccoli golfi prendono il nome di Trojana (o Čajač'ja) e Ambarčik (бухты Трояна/Чаячья и Амбарчик). Il mare nel golfo è ghiacciato per gran parte dell'anno.
Il golfo non deve essere confuso con la baia della Kolyma o Kolymaskaja (Колымская губа), meno grande e che si trova 330 km a nord-ovest.